# マーガレット・セッドン
マーガレット・セッドン(Margaret Seddon、1872年11月18日-1968年4月17日)は、アメリカ合衆国の女優である。1915年から1951年までの間に104本の映画に出演した。
セッドンはワシントンD.C.で生まれ、ペンシルベニア州フィラデルフィアで死去した。彼女は、Proud Flesh(1925年)、The Midshipman(1925年)、The Nickel-Hopper(1926年)、Lilly Turner
(1933年)、Danger - Love at Work(1937年)、Take a Letter, Darling(1942年)等の作品に出演した。